# Isophya schneideri
Isophya schneideri är en insektsart som beskrevs av Brunner von Wattenwyl 1878. Isophya schneideri ingår i släktet Isophya och familjen vårtbitare. Inga underarter finns listade i Catalogue of Life.